# Strumigenys karawajewi
Strumigenys karawajewi (лат.) — вид мелких земляных муравьёв из подсемейства Myrmicinae. Австралия, Индонезия, Малайзия, Новая Гвинея, Филиппины.
Мелкие муравьи (около 2 мм) с сердцевидной головой, расширенной кзади. Мандибулы короткие треугольные (с несколькими зубцами). Волоски на скапусе усиков отстоящие, изогнутые или наклонённые, частично к его основанию. Плечевые углы переднеспинки с выступающими волосками; головной дорзум с поперечным рядом из 4 отстоящих волосков близких к затылочному краю головы и также с одной парой коротких волосков у высшей точки лба; переднеспинка на окаймлена латерально, её верхняя часть плотно морщинисто-пунктированная. Стебелёк между грудью и брюшком состоит из двух члеников: петиолюса и постпетиолюса (последний четко отделен от брюшка), жало развито, куколки голые (без кокона). Специализированные охотники на коллембол. Включался в состав родов Smithistruma (Brown, 1948: 105), Trichoscapa (Brown, 1995: 219), Pyramica (Bolton, 1999: 1673), Strumigenys (Baroni Urbani & De Andrade, 2007: 122). Видовое название дано в честь советского и украинского мирмеколога Владимира Афанасьевича Караваева.